# Bdelyropsis venezuelensis
Bdelyropsis venezuelensis är en skalbaggsart som beskrevs av Henry Fuller Howden 1976. Bdelyropsis venezuelensis ingår i släktet Bdelyropsis och familjen bladhorningar. Inga underarter finns listade.